# Guy Nickalls
Guy Nickalls (ur. 13 listopada 1866 w Sutton, zm. 8 lipca 1935 w Leeds) – brytyjski wioślarz, złoty medalista olimpijski.
Kształcił się w Eton College i Magdalen College Uniwersytetu Oksfordzkiego. Pięciokrotnie brał udział w The Boat Race: zwyciężał w latach 1900 i 1901 roku, a w latach 1897, 1898 i 1899 odnosił porażki.
Wystąpił na igrzyskach olimpijskich w Londynie w 1908 roku, gdzie brytyjska osada w składzie: Albert Gladstone, Frederick Kelly, Banner Johnstone, Guy Nickalls, Charles Burnell, Ronald Sanderson, Raymond Etherington-Smith, Henry Bucknall i Gilchrist Maclagan zdobyła złoty medal. Był to jego jedyny start olimpijski. Na tej samej imprezie został zgłoszony do startu w czwórkach bez sternika, jednak ostatecznie nie wystąpił.
Brał udział w I wojnie światowej, służył w Royal Engineers we Francji
Jego syn Guy Oliver również był medalistą olimpijskim.